# Пиропатрон

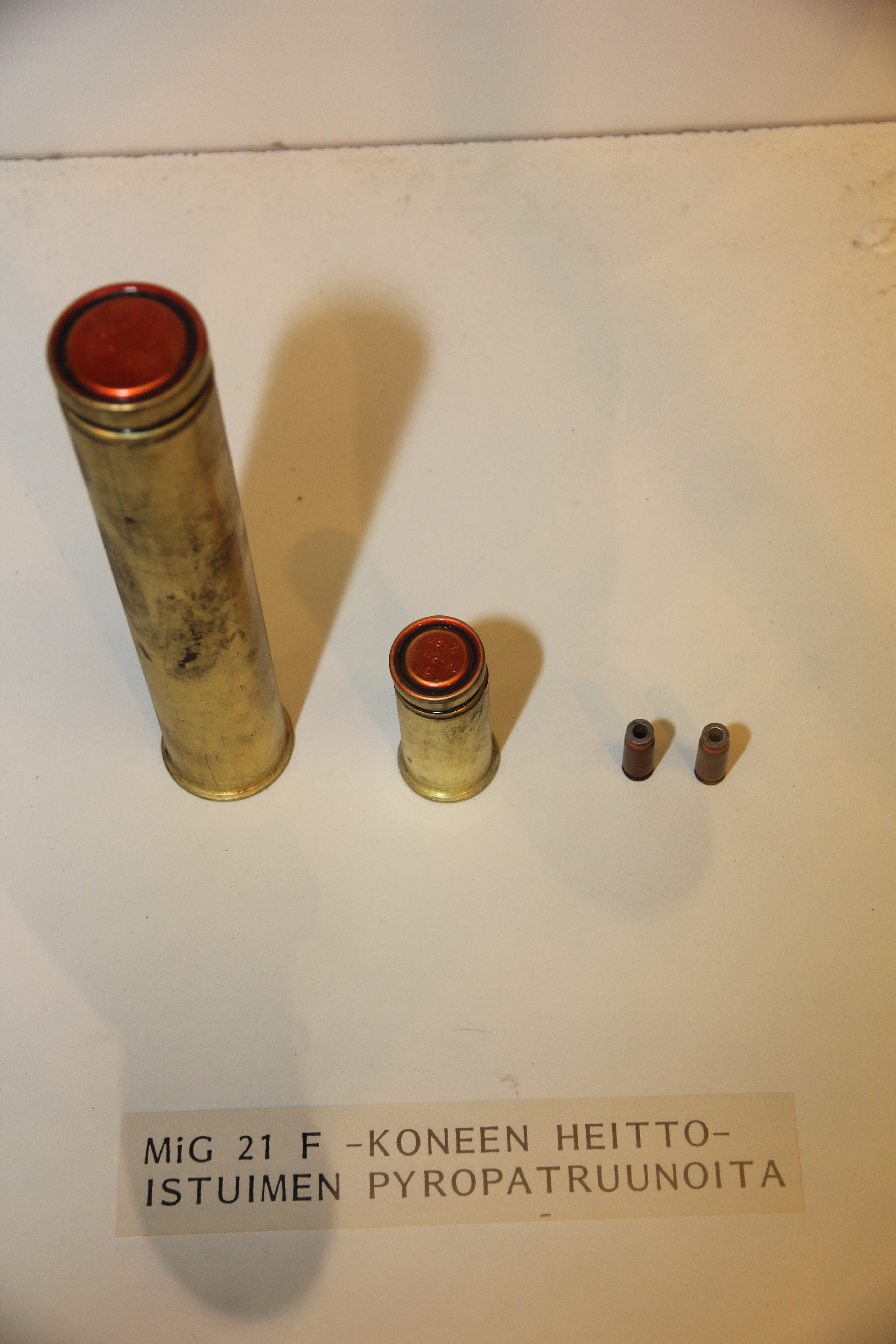
Пиропатроны катапульты МиГ-21

Пиропатрон (пиротехнический патрон) — пиротехническое устройство одноразового применения, применяется для приведения в действие различных исполнительных устройств. Как правило, срабатывает от электрического импульса.. В 1960 году термин пиропатрон как обозначение исполнительного устройства был заменен на термин пироэнергодатчик.:115 Пиропатрон может быть частью пироэнергодатчика, :116 использоваться в качестве воспламенительного средства или источника газа. Металлический корпус пиропатрона обеспечивает надежную герметизацию и возможность замены.:101

## История
Уильям Уотсон в 1744 году впервые зажёг порох электрической искрой с использованием электростатической индукции.

## Применение (техника)

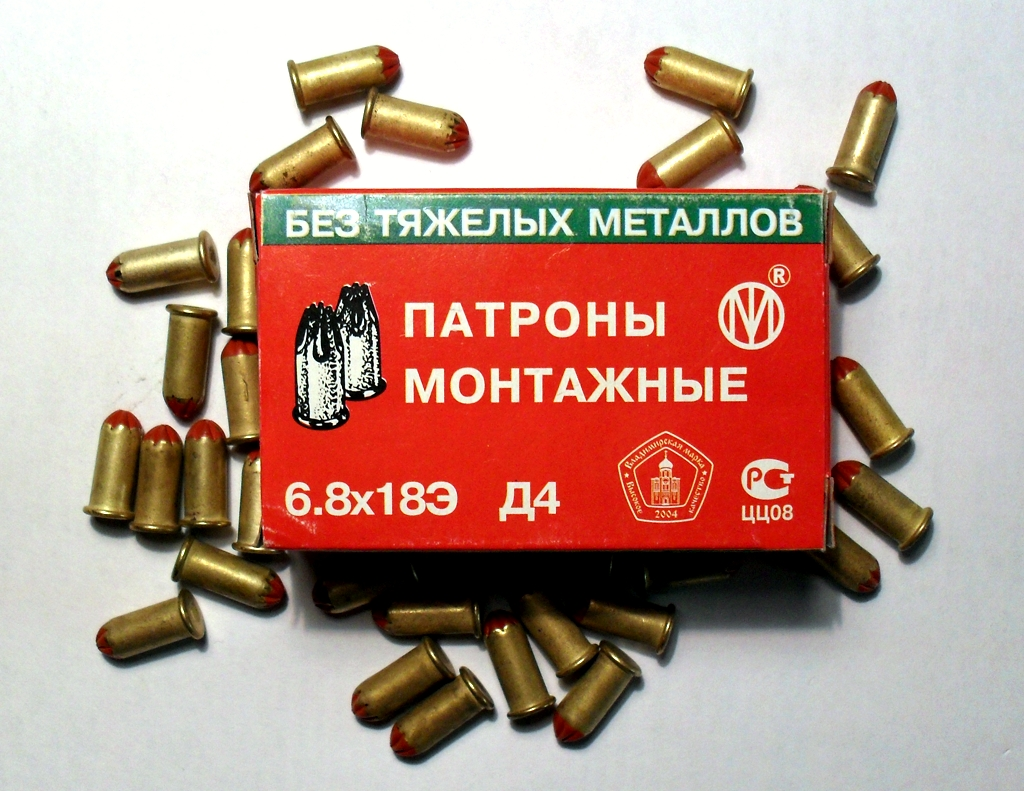
Патроны для строительно-монтажного пистолета

Пиропатроны — наиболее широко применяемые пиротехнические устройства ракет-носителей и космических аппаратов. Баллистические ракеты дальнего действия, ракетно-космические комплексы отделяют элементы конструкции, которые исчерпали энергетический ресурс или их функционирование закончено; многие аварийные ситуации для спасения экипажа требуют отделения элементов конструкции. Данную задачу выполняют системы разделения.:871 Для срабатывания средств отделения нужна электрическая команда, которая реализуется через пиротехническое устройство. Основным инициирующим и газообразующим средством для этого являются пиропатроны с проволочными мостиками накаливания.:884
Пиропатроны получили применение в различных аварийных системах и устройствах одноразового применения. В различных системах пожаротушения, как стационарных, так и на подвижных объектах часто используются пиротехнические запорные краны, инициирующим элементом в которых служат пиропатроны. В авиационной и космической технике пиропатроны служат для приведения в действие различных замков (например, сброс бомб, аварийный сброс крышки фонаря, выпуск тормозного парашюта и т.п.). 

## Применение (оружие)

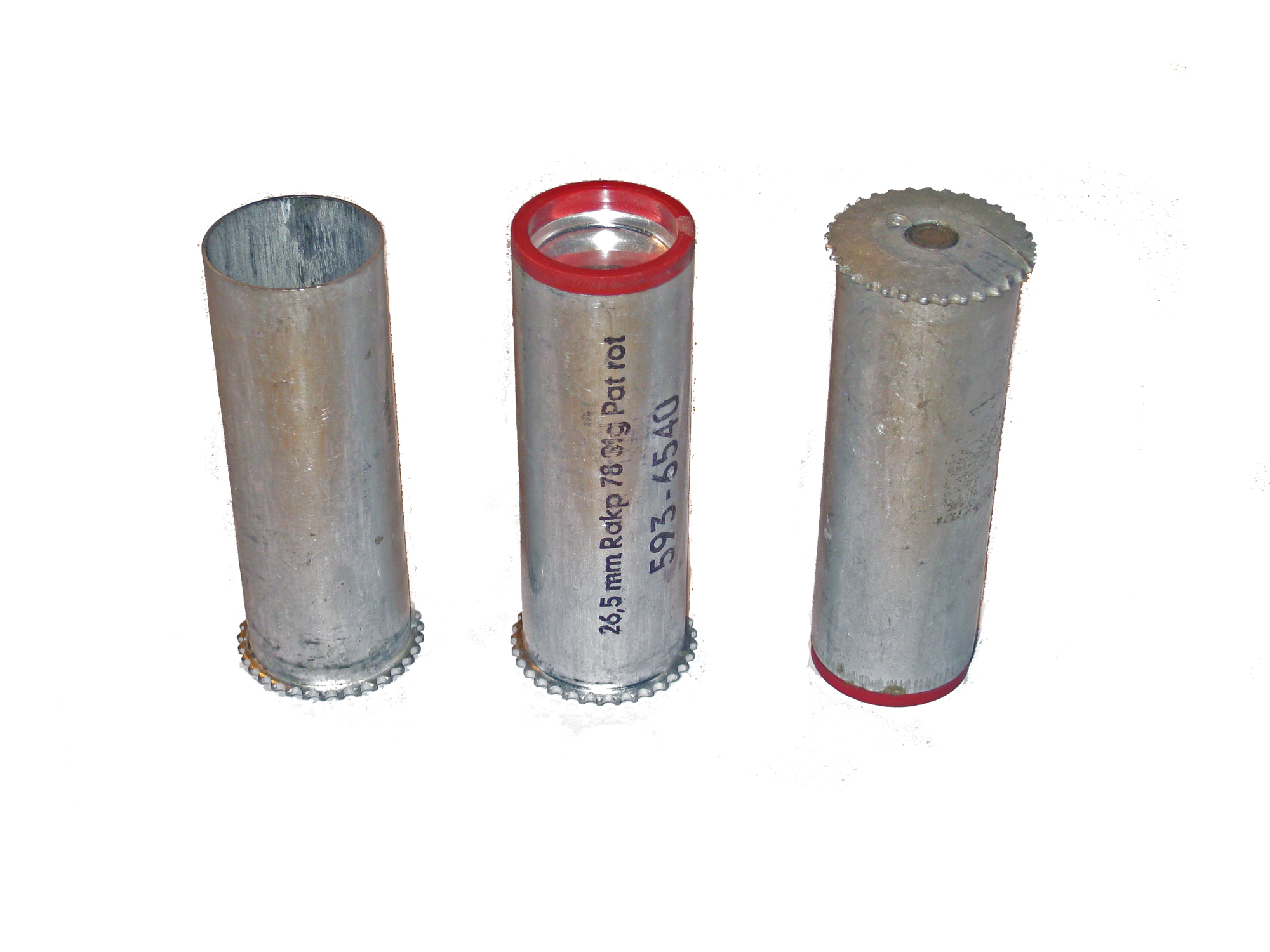
Патрон для сигнального пистолета

В России законом «Об оружии» предусматривается регулирование требований к сигнальному оружию, сигнальным патронам и патронам светозвукового действия, закон предусматривает наличие в боеприпасах пиротехнического заряда.
Сигнальный патрон, выстреливаемый из пистолета-ракетницы, относится к пиропатронам.
Различные типы пиропатронов широко применяются в военном деле.

## Применение в автомобиле
В автомобильной промышленности пиропатроны используются в системе пассивной защиты (SRS, Supplemental Restraint System). Они представляют собой заряд с пиротехнической смесью и датчиком, которые в случае аварии срабатывает и приводит в действие защитный механизм в авто. 
В частности, пиропатрон может использоваться в подушках безопасности (пиропатрон подушки безопасности), предназначенных для предотвращения травм при столкновении. Под воздействием электрического сигнала от блока управления, пиропатрон инициирует химическую реакцию, приводящую к высвобождению газов или других веществ, которые заполняют подушку и защищают пассажира и водителя в автомобиле от ударов о твердые поверхности.
Также, пиропатроны могут применяться в системах преднатяжителей ремней безопасности, антиблокировочной системы тормозов (ABS), системы управления стабильностью (ESP) и системы питания аккумулятора, где необходимо совершить определенное действие в критический момент.

## Применение в авиации
Применение пиропатронов началось ещё во времена ВОВ. Например пиропатроны ПП-3 использовались для открытия замков бомбодержателей при сбросе бомб.
В дальнейшем наиболее широко пиропатроны применялись в системе вооружения самолётов: различные балочные бомбодержатели, кассеты сигнальных ракет типа ЭКСП; в бортовой системе автоматического пожаротушения — пироголовки кранов баллонов с огнегасящим составом и баллонов с углекислотой; в системе аварийного покидания и спасения — в катапультных креслах. Так, например, в широко распространённом кресле К-36 установлены следующие пиротехнические изделия:
- пиропатрон ПК-16М пиромеханизма 1-й ступени стреляющего механизма кресла КСМУ;
- четыре пиропатрона ПК-21М-2, устанавливаемые в пиромеханизмы системы фиксации, системы стабилизации и МВП;
- патрон-воспламенитель ПВ-35 пиромеханизма второй ступени КСМУ;
- два полукомплекта порохового заряда ПЗУ-36 — 76 пороховых шашек, устанавливаемые в две секции корпуса 2-й ступени КСМУ;
- электропиропатроны УДП2-1 (2 шт.) электромеханических затворов 1-й ступени КСМУ и системы фиксации;
- два пирорезака Р-7 отделения ранца НАЗ.

Помимо кресла, пиропатроны могут использоваться для подброса (аварийного сброса) крышки фонаря кабины.
На ряде типов самолётов пиропатроны использовались для открытия замка выпуска и замка сброса тормозного парашюта. На корабельных вертолётах пиропатроны инициировали систему наполнения баллонет при приводнении вертолёта.
Для исключения утечки секретной информации — кодов системы опознавания «свой-чужой», в системе радиолокационного опознавания «Кремний-2», в блок 5-ОМ  установлен детонатор системы самоликвидации кодового механизма. Также система подрыва установлена в «блоке 30» радиолокационного ответчика «изделия 081». Подрыв электродетонаторов происходит автоматически при срабатывании катапультного кресла лётчика (командира корабля на больших самолётах), при падении самолёта — от инерционного датчика, рассчитанного на ударную перегрузку выше 10 g или вручную лётчиком от кнопки «Взрыв».

## Конструкция

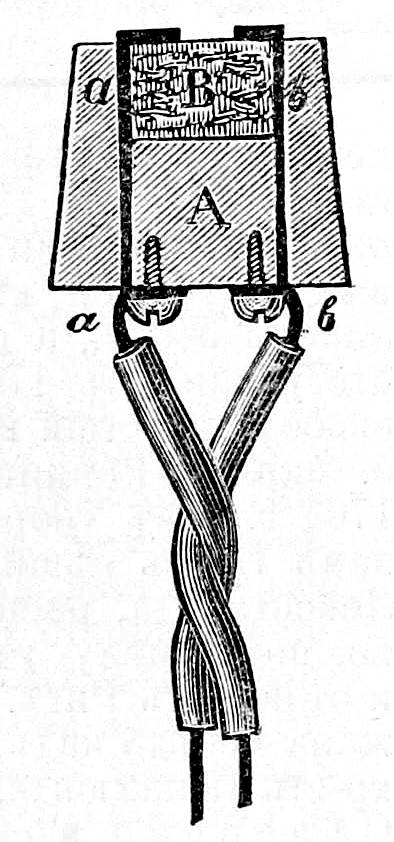
Минный запал для взрывания зарядов при помощи электрического тока, 1852 год

В состав пиропатрона входят пиротехнические элементы, метательный заряд и средство инициирования. Элементы пиропатрона соединены с помощью гильзы.
Обычно пиропатрон имеет размеры до 40 мм и содержит заряд массой 0,5…2 г. При сгорании заряда образуется рабочий газ давлением в несколько десятков МПа.
Простейший широко распространённый пиропатрон ПП-З (7-ПП-683, чертёж ЛД34.368.016) конструктивно состоит из латунной облуженной гильзы, изолятора, центрального контакта, двух нитей накала (для надёжности) и заряда бездымного пороха. Внешне он напоминает 15 мм одноконтактный цоколь автомобильной лампы накаливания. Для его крепления используется упорная «юбка» в нижней части, а не байонетное крепление, как на лампах накаливания. Рабочее напряжение срабатывания — 24 вольта.
Более мощный пиротехнический патрон латунный ППЛ (индекс УРАВ ВВС 9-А-433), используемый для дистанционного перезаряжания автоматических пушек (ГШ-23, НР-30, 2А42, 2А72) и работы пиротехнических замков (например, в балочных держателях для сброса авиабомб), конструктивно исполнен в виде холостого патрона 6,18×60R с электровоспламенителем и 3,5 граммами зернёного семиканального пироксилинового пороха 4/7 Цфл (флегматизированного церезином).

### Электровоспламенитель
В качестве инициирующего средства пиропатрона может использоваться электровоспламенитель — сочетание электрозапала с капсюлем-воспламенителем.:11 Существуют аналогичные устройства с электрическим инициированием не предназначенные для метательных зарядов и пиротехнических элементов: электрозажигательная трубка, электрозажигательный патрон — для воспламенения огнепроводных шнуров. Устройство с электрическим инициированием без метательного заряда и пиротехнического элемента с капсюлем-детонатором является электродетонатором.:141
Нижний предел энергии срабатывания электрозапала 10-5 Дж, для механического запала 0.5 Дж. Высокая чувствительность пиротехнических средств с электрозапалами может являться как преимуществом, так и недостатком в зависимости от конкретных условий. Электрозапалы могут обеспечить практически одновременное срабатывание независимо от расстояния и количества запалов.:22
Для инициирования требуется преобразовать электрическую энергию в тепловую. В зависимости от формы преобразования разделяют на системы накаливания, искровые, с электропроводящим воспламенительным составом. Проводники в электрозапале могут быть замкнутыми или разомкнутыми. В электрозапале с разомкнутыми проводниками между ними находится щель. Электропроводящие воспламеняющийся составы зажигаются за счёт нагрева при прохождении тока. Возможна добавка металлических порошков или проводящих веществ с большим сопротивлением. Составы без добавок воспламеняются за счёт пробоя промежутка электрической искрой. Наиболее распространены запалы с проволочными мостиками накаливания, в которых проводники замкнуты тонкой проволочкой, нагревающейся при прохождении тока и зажигающей воспламеняющий состав.:134 Использование в одном пиропатроне двух мостиков накаливания, подсоединённых к двум парам проводников, повышает надёжность его работы.:6 Использование взрывающихся проволочных мостиков позволяет отказаться от использования капсюля, непосредственно инициируя основной малочувствительный заряд.:216

## Особенности
Персонал, работающий с пиропатронами, допускается на работы с повышенной опасностью после сдачи соответствующих зачётов, так как имеется реальная опасность получения телесных повреждений. Также известны случаи летальных исходов (отравления, отрывы конечностей и пр.).